# 곰퍼츠-메이컴 사망률 법칙

2003년 미국에서 각 연령에 사망할 추정 가능성.. 사망률은 30세 이후부터 급격히 올라간다.

곰퍼츠-메이컴 사망률 법칙(Gompertz–Makeham law of mortality)은 벤저민 곰퍼츠가 사망률은 연령에 지수함수적으로 증가한다고 발표한 법칙을 윌리엄 메이컴(William Makeham)이 연령과 관계 없는 항을 넣어서 수정한 것이다.

## 같이 보기
- 노인학
- 인구
- 곰퍼츠 분포
- 곰퍼츠 함수
- 노쇠